# 교태
교태(交泰, 958년 3월 ~ 5월)는 남당(南唐) 원종(元宗) 이경(李璟)의 세번째 연호이다. 2개월 가량 사용하였다. 교태 원년(958년) 5월, 후주(後周)와의 3년 전쟁에서 최종적으로 패배하면서, 조약을 체결 한다. 이후, 칭제건원을 포기하면서, 국주 칭호와 후주 연호를 사용하게 되었다. 

## 개원
- 중흥(中興) 원년 3월 6일[1](958년 3월 28일)에 연호를 교태(交泰)로 개원함.[2][3][4][5]

- 교태(交泰) 원년 5월 11일[6](958년 5월 31일)에 건원을 포기하고, 후주의 연호 현덕(顯德)을 사용함.[2][3][4][5]

## 연대 대조표
| 교태       | 원년                            |
| 서기(西紀) | 958년                           |
| 간지(干支) | 무오(戊午)                      |
| 후주(後周) | 현덕(顯德) 5년                  |
| 남한(南漢) | 건화(乾和) 16년 대보(大寶) 원년 |
| 후촉(後蜀) | 광정(廣政) 21년                 |
| 북한(北漢) | 천회(天會) 2년                  |

## 참고 자료
- 중국의 연호 목록